# Museo de la Coca
El Museo de la Coca es un pequeño museo privado en el centro histórico de la ciudad de La Paz, Bolivia sobre la historia de la coca (Erythroxylum coca), autóctona de la región andina, y sobre el fármaco la cocaína. El museo fue fundado en 1996 por el médico psiquiatra e investigador Jorge Hurtado Gumucio y la doctora Sdenka Silva.
La ubicación del museo, en la calle Linares de La Paz, permite que tenga gran cercanía con diferentes atractivos turísticos del casco antiguo de La Paz en el Barrio de Churubamba, y lo mantiene dentro del circuito de lugares visitados por turistas principalmente extranjeros, entre los atractivos cercanos se encuentran el Mercado de las brujas, y la Basílica de San Francisco.
El museo propone una visión histórica del uso de la coca en las poblaciones de Los Andes y expone los usos contemporáneos, la evolución de los usos y costumbres al respecto y las posibilidades ajenas al comercio y tráfico del estupefaciente derivado.
El museo está vinculado con el Instituto Internacional de Investigación de la Coca en La Paz.

## Actividades
El museo organiza una versión ambulante de su colección para exposiciones fuera de sus instalaciones en La Paz.